# Letis atricolor
Letis atricolor är en fjärilsart som beskrevs av Achille Guenée 1852. Letis atricolor ingår i släktet Letis och familjen nattflyn. Inga underarter finns listade i Catalogue of Life.